# Elisió
Elisió (del llatí elisionem, traducció del grec ellepsis) és un fenomen fonètic consistent en la pèrdua d'un so vocàlic per la influència del context. Se sol produir quan hi ha dos sons idèntics com en la contracció del, on la repetició del so de la vocal neutra (de + el) fa que només es conservi una vocal i l'altra desaparegui. Aquesta desaparició pot plasmar-se a l'escrit o ser només un fenomen oral (com la desaparició de la neutra a "una hora", per exemple)

## Elisió vocàlica
L'elisió vocàlica és un fenomen fonètic en el qual hi ha la pèrdua d'una vocal de dues que estan en contacte.
Normalment, en català, la vocal elidida és àtona o coincident amb l'altra. La vocal àtona perduda sol ésser la neutra [ə]. És, per tant, un fenomen més usual en català oriental que en català occidental. Exemples: 
"una hora" ['un'ɔɾə],
"no en tinc" [non tinc]
"pa amb oli" ['pam bɔli],
"una illa" [un'iʎə],
"Què en saps?" ['kɛn'saps]
"Qui em pot ajudar?" ['kim'pɔtəʒu'ða]
"No en sé res" ['non'se'rɛs]
Sistemàticament hi ha elisió de la darrera "a" dels determinant davant mots femenins començats en vocal. Exemples: 
"una ombra" [un'ombrə]
"una olla" [un'ɔʎə]
"una eina" [un'ɛjnə]
"una italiana" [unitə'lianə]